# Коробейников, Афанасий Гурьянович
Афана́сий Гурья́нович Коробе́йников (27 января 1898, Киясово, Вятская губерния — 12 ноября 1972, Киясово, Удмуртская АССР) — советский военнослужащий, старший сержант Рабоче-крестьянской Красной Армии, участник Великой Отечественной войны, Герой Советского Союза (1945).

## Биография
Афанасий Коробейников родился 27 января 1898 года в селе Киясово (ныне — Киясовский район Удмуртии). Рано остался без отца, жил и работал в Сарапуле. В 1918—1920 годах служил в Рабоче-крестьянской Красной Армии, участвовал в боях Гражданской войны, командовал орудием бронепоезда «Свободная Россия». Демобилизовавшись, работал в системе потребкооперации.
Участник Великой Отечественной войны, в апреле 1942 года Коробейников повторно был призван в армию. С сентября 1943 года — на фронтах. Принимал участие в боях на Воронежском, 2-м и 1-м Украинском фронтах. Участвовал в освобождении Украинской ССР.
К марту 1944 года старший сержант Афанасий Коробейников командовал орудием 1239-го стрелкового полка 373-й стрелковой дивизии 52-й армии 2-го Украинского фронта. Отличился во время Уманско-Ботошанской операции. 8-10 марта 1944 года Коробейников участвовал в боях в районе деревень Поповка, Рыжовка и на подступах к Умани, находясь в боевых порядках стрелковых частей. За три дня боёв он уничтожил 1 танк, 1 75-миллиметровое орудие, 4 пулемёта с расчётами, а также более 50 солдат и офицеров противника. 14-19 марта 1944 года Коробейников одним из первых переправился через Южный Буг и Днестр. В боях он уничтожил 1 танк, 3 артиллерийских орудий, а также более взвода солдат и офицеров противника, удержав захваченные позиции до подхода основных сил.
Указом Президиума Верховного Совета СССР от 24 марта 1945 года за «мужество и героизм, проявленные при выполнении воинского долга» старший сержант Афанасий Коробейников был удостоен высокого звания Героя Советского Союза с вручением ордена Ленина и медали «Золотая Звезда» за номером 5007.
В дальнейшем Коробейников участвовал в освобождении Молдавской ССР, Румынии и Польши, боях в Германии, освобождении Чехословакии. После окончания войны он был демобилизован. Вернулся в Киясово. Скончался 12 ноября 1972 года, похоронен в Киясово.
Был также награждён орденами Славы 2-й и 3-й степеней, тремя медалями.